# Arash (cantor)

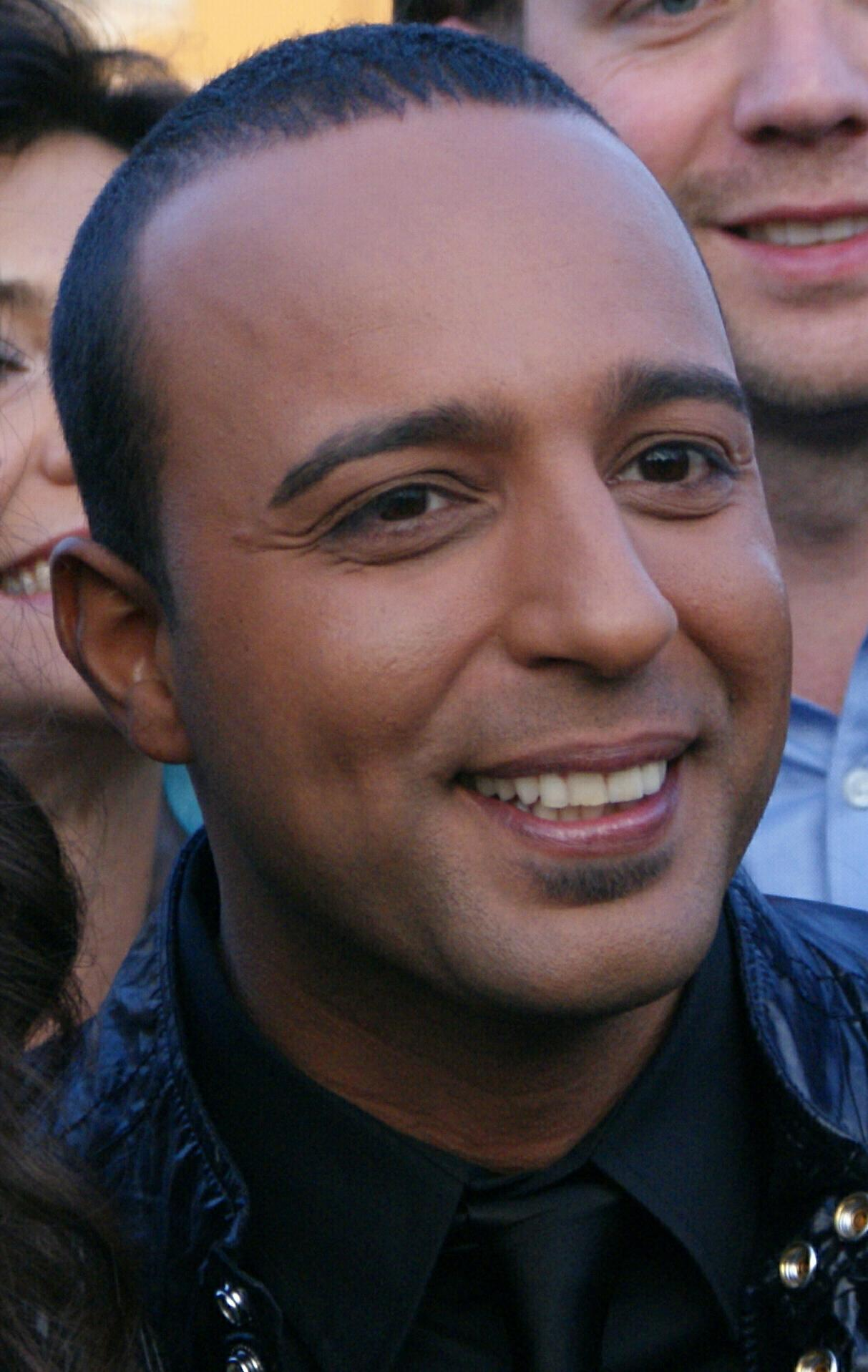
O cantor Arash, moreno como muitas pessoas do sul do Irã, é um dos maiores representantes atuais do que se costuma chamar de Persian Pop Music, a música pop moderna cantada nesse idioma

Arash (em persa: آرش لباف; romaniz.: Arash Labaf) é um músico muito famoso na Escandinávia, Alemanha, países do Leste Europeu, Grécia, Turquia, Mundo árabe, Ásia Meridional e Sudeste da Ásia. Ele é proveniente do Irã.

## Biografia
Ele nasceu em Xiraz, em 23 de abril de 1977, mas reside na Suécia, na cidade de Malmo, para onde sua família mudou-se quando ele ainda era pequeno. Sua língua materna é o persa no qual ele escreve a maioria de suas composições, porém sabe falar ainda o inglês e o sueco. Arash tem dois irmãos, Arshkan Labaf e Arsalan Labaf, o primeiro é médico e o segundo é advogado.

## Seu trabalho
Seu primeiro álbum, lançado em 2005 pela Warner Music da Suécia, saiu ainda antes dele terminar o colégio. Desde então, tem continuado a cantar sem descanso, em turnês por inúmeros países, e muitas vezes unindo sua voz à de outros artistas, como Rebecca Zadig. Seus estilos são o pop,
o R&B, o house e o dance. Entre suas músicas mais conhecidas incluem-se Arash, Arash, Yalla, Boro Boro, Dunya, Suddenly, Pure Love e Temptation, esta última ele adaptou da canção Baila Maria, cantada pelo grupo Alabina, da cantora israelense Ishtar.

## Festival Eurovisão da Canção
Arash foi escolhido, para juntamente com Aysel Teymurzadeh representar o Azerbaijão no Festival Eurovisão da Canção 2009. Seu avô era um cidadão iraniano da etnia azeri.

## Discografia

### Álbuns
- 2005: Arash
- 2006: Crossfade (The Remix Album)
- 2008: Donya
- 2014: Superman